# Lena Rice
Helena Bertha Grace "Lena" Rice (New Inn, 21 de junho de 1866 - 21 de junho de 1907) foi uma tenista britânica. 